# TESCAN
Značka TESCAN je spojena s českou akciovou společností TESCAN GROUP, a.s. Ta navazuje na společnost TESCAN, založenou v roce 1991 několika vývojovými a servisními pracovníky ze zaniklé společnosti Tesla Brno. Sídlo vedení společnosti je v Brně, které je tradičním výzkumným centrem elektronové mikroskopie. Společnost patří mezi světové dodavatele přístrojové techniky a vědeckých zařízení pro oblasti mikro- a nanotechnologie. Od roku 2022 jí vlastní Carlyle Group.

## Historie

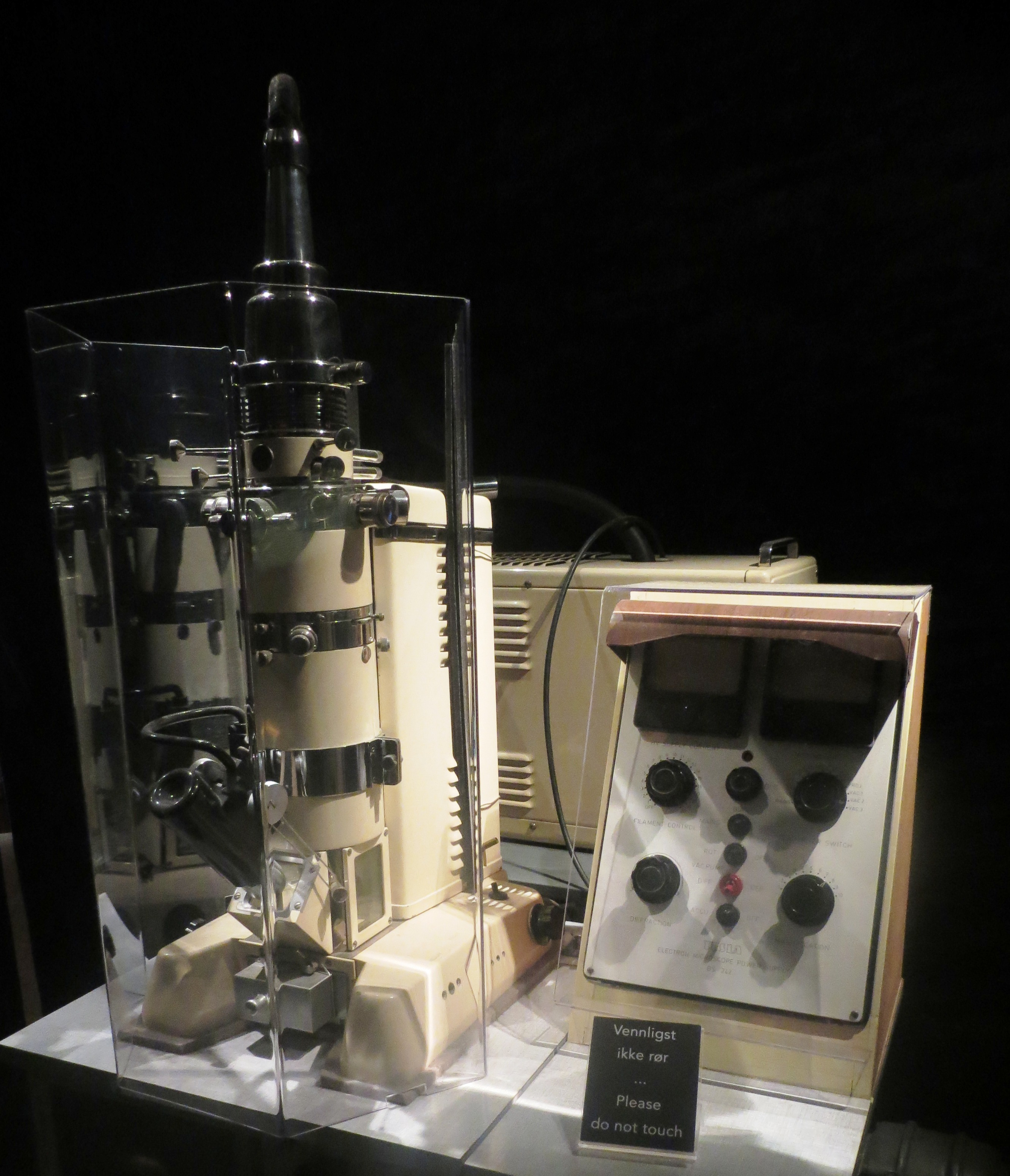
Tesla BS 242 - československý elektronový mikroskop z roku 1958

Historie společnosti TESCAN ORSAY HOLDING a.s. je úzce spjata s národní společností Tesla Brno a Českou akademií věd - Ústav přístrojové techniky Brno - zkráceně ISI Brno. Tesla Brno ve spolupráci s ISI Brno vyvíjela a vyráběla elektronové mikroskopy v době Československa. Jeden z prvních velmi úspěšných mikroskopů byl model Tesla BS 242, který získal zlatou medaili na výstavě EXPO 1958. Tesla vyrobila více než 3000 mikroskopů různých modelů za dobu 30leté existence a exportovala do více než 20 zemí. Po sametové revoluci se Tesla rozpadla na několik malých společností. Mnoho z nich se stále zabývalo podnikáním v oblasti elektronových mikroskopů.
Jednou z takových společností byla i firma TESCAN s.r.o., která byla založena vývojovými a servisními pracovníky firmy Tesla. Jméno TESCAN je odvozeno od slov TEsla a SCANning (skenování - rastrování). Původně malá firma vyrábějící programovatelné řídící jednotky, digitizéry pro starší analogové rastrovací elektronové mikroskopy a drobné příslušenství se dnes, díky vlastnímu výzkumu a kvalitním výrobkům, řadí mezi světové výrobce SEM.[zdroj?]

Vývoj společnosti:

- 1991 – Založení společnosti TESCAN, s.r.o.
- 1992 – Vyvinut nový obrazový procesor pro získávání digitální snímků z elektronových mikroskopů
- - Digitizéry SATELIT pro modernizaci analogových mikroskopů
- 1996 – Uveden první kompaktní SEM PROXIMA plně řízený počítačem
- 1999 – Uvedení mikroskopu série VEGA se zabudovaným modulem vzdáleného řízení
- 2000 – Představení technologie variabilního tlaku použité v SEM série VEGA
- 2001 – Ocenění Zlaté Medaile na 43. ročníku Mezinárodního Strojírenského Veletrhu v Brně za mikroskop VEGA TS 5130 MM
  - Ocenění inženýrské akademie ČR pro projekt mikroskopu VEGA za mimořádné technické dílo
- 2002 – Zavedení nové velikosti vakuové (extra velké) komory u série VEGA
- 2003 – Patentovaná technologie LVSTD - detektor sekundárních elektronů pro nízkém vakuum
- 2004 – Nová generace mikroskopů řady VEGA (VEGA II) s technologií Wide Field Optics™, Certifikace ISO 14001, 9001
- 2005 – Uvedení nové série MIRA I FE-SEM s technologií In-Flight Beam Tracing™
- 2006 – Technologie 3D Beam - 3D Metrologie pomocí SEM
- 2007 – Uvedení série LYRA I FIB-SEM
  - Série MIRA II Schottky FE-SEM s In-Beam Detektorem
  - Stereoskopické snímání v živém obraze
- 2008 - Uvedení nového modelu mikroskopu LYRA I FEG
  - EasySEM (snadné a intuitivní ovládání) a EasyProbe (kombinace SEM a mikroanalyzéru pro každodenní používání)
- 2009 – Představen INDUSEM - rastrovací elektronový mikroskop pro průmyslové použití
  - Založení čínské pobočky TESCAN China
- 2010 – Transformace ze společnosti s ručením omezeným na akciovou společnost – TESCAN, a.s.
  - Akvizice společnosti TESCAN USA
  - Předseda představenstva Ing. Jaroslav Klíma dostal ocenění Podnikatel roku 2009 Jihomoravského kraje
  - Projekt FIBLYS - představen unikátní univerzální "multi-nano" nástroj kumulující více samostatných zařízení do jednoho [nedostupný zdroj]
- 2011 - Uvedení nového modelu mikroskopu FERA3
  - Udělený CERTIFIKÁT VÝJIMEČNOSTI (TÜV SÜD Czech)
- 2012 - Předseda představenstva Ing. Jaroslav Klíma dostal ocenění Podnikatel roku 2011 Jihomoravského kraje
  - Předseda představenstva Ing. Jaroslav Klíma dostal ocenění Technologický podnikatel 2011
- 2013 - Vznik TESCAN ORSAY HOLDING a.s. spojením TESCAN a.s. a Orsay Physics[4]
  - Založení dceřiných společností TESCAN-UK[5] Ltd. a TESCAN Brno s.r.o.[6]
  - Uvedení nového modelu mikroskopu MAIA3
- 2014 - Uvedení nového rastrovacího elektronového mikroskopu RISE a GAIA3
- 2015 - Představení XEIA3
  - Nový multimodální holografický mikroskop Q-PHASE[7]
  - Založena pobočka TESCAN BENELUX[8] a TESCAN DO BRASIL[9]
  - Akvizice americké společnosti APP FIVE[10]

## Produkty TESCAN
Je několik způsobů, jak dělit rastrovací elektronové mikroskopy (SEM) značky TESCAN.
1. autoemisní SEM x termoemisní SEM
2. podle velikosti komor
3. klasické SEM x kombinované SEM
4. nízké vakuum x vysoké vakuum

### 1. Autoemisní x Termoemisní
1. Autoemisní mikroskopy - Autoemisní mikroskopy se značkou TESCAN je možné rozdělit podle jejich určení na produkty s FEG (Field Emission Gun - autoemisní katoda nebo Schottkyho katoda) tubusem pro analytické aplikace a na produkty s FEG tubusem pro ultravysoké rozlišení. Elektrony emituje studené wolframové vlákno vyleptané do hrotu.
2. Termoemisní mikroskopy - Termoemisní mikroskopy využívají jako zdroj elektronů wolframová vlákna nebo vlákna LaB6. Na základě průchodu elektrického proudu dojde k zahřátí vlákna a úniku elektronů.

### 2. Velikost komor
1. SB - komora na běžné vzorky
2. LM - komora na větší vzorky
3. XM - komora na extra velké vzorky
4. GM - komora s optimalizovanou geometrií portu pro vysoký počet detektorů

### 3. Klasické x Kombinované
Klasické SEM
Klasické rastrovací elektronové mikroskopy disponují pouze FEG tubusem nebo pracují s termoemisními elektronovými zdroji (wolframová vlákna nebo vlákna LaB6). Nemají tedy FIB tubus.
1. VEGA3 - Rastrovací elektronový mikroskop se žhaveným wolframovým vláknem
2. MIRA3 - FEG tubus pro analytické aplikace (bez FIB tubusu)
3. MAIA3 - FEG tubus pro ultravysoké rozlišení (bez FIB tubusu)

Kombinované SEM
Kombinované SEM, tedy mikroskopy s kombinací iontových a elektronových svazků, lze pak dále rozdělit na základě druhu FIB (soustředěný iontový svazek). Existují dva základní FEG tubusy a dva typy FIB tubusů. Jejich kombinací získáme čtyři různé kombinace iontových a elektronových svazků.
1. FERA3 - FEG tubus pro analytické aplikace + Plasma FIB
2. XEIA3 - FEG tubus pro ultravysoké rozlišení + Plasma FIB
3. LYRA3 - FEG tubus pro analytické aplikace + Ga FIB
4. GAIA3 - FEG tubus pro ultravysoké rozlišení + Ga FIB

### 4. Nízké vakuum x Vysoké vakuum
Pro provoz elektronového mikroskopu je klíčové vakuum, protože případné molekuly plynu uvnitř komory by způsobily rozptyl primárního elektronového paprsku. Na druhou stranu nevodivé vzorky a vzorky obsahující větší množství vody může vyžadovat snížení vakua v komoře. V takových případech je komora naplněna inertním plynem, který pomáhá odklánět náboj nahromaděný na povrchu nevodivých vzorků. Vakuový systém mikroskopu musí být pro tyto účely speciálně určen. Rozlišení mikroskopu pracujícího pod nízkým vakuem je horší, než u mikroskopu pracujícího pod vysokým vakuem. Mikroskopy značky TESCAN, které jsou schopny pracovat v režimu nízkého vakua jsou označeny "U" (např. MIRA3 LMU) a naopak mikroskopy operující ve vysokém vakuu jsou označeny "H" (např. MIRA3 LMH).